# Campeonato Sul-Americano de Futebol de 1946
O Campeonato Sul-Americano de Futebol de 1946 foi 19ª edição da competição entre seleções da América do Sul realizado entre 12 de janeiro e 10 de fevereiro de 1946. 
Participaram da disputa seis seleções: Argentina, Bolívia, Brasil, Chile, Paraguai e Uruguai. A sede dos jogos foi na Argentina. As seleções jogaram entre si em turno único todos contra todos. A Argentina foi a campeã.
O Brasil apresentou um elenco de estrelas, sendo considerado na época, o time mais forte que já havia formado: Tesourinha, Zizinho, Heleno de Freitas, Jair Rosa Pinto e Ademir de Menezes, além de contar no elenco com Leônidas da Silva e Domingos da Guia. O time argentino contava com astros como Félix Loustau, Norberto Méndez, Adolfo Pedernera, Vicente de la Mata e Ángel Labruna.
A decisão do torneio entre Brasil e Argentina ficou marcada por uma batalha campal que interrompeu o jogo por 71 minutos que teria sido resquício da rivalidade da Copa Roca de 1945. 

## Organização

### Sede
| Buenos Aires                | Buenos Aires            | Avellaneda                      |
| --------------------------- | ----------------------- | ------------------------------- |
| Estádio Monumental de Núñez | Estadio Viejo Gasómetro | Estádio Libertadores de América |
| Capacidad: 66 449           | Capacidad: 75 000       | Capacidad: 53 000               |
|                             |                         |                                 |

## Árbitros
- Mário Vianna
- José Bartolomé Macías
- Nobel Valentini
- Higinio Madrid
- Cayetano de Nicola

## Tabela
| Equipo    | Pts | PJ | PG | PE | PP | GF | GC | Dif |
| --------- | --- | -- | -- | -- | -- | -- | -- | --- |
| Argentina | 10  | 5  | 5  | 0  | 0  | 17 | 3  | +14 |
| Brasil    | 7   | 5  | 3  | 1  | 1  | 13 | 7  | +6  |
| Paraguai  | 5   | 5  | 2  | 1  | 2  | 8  | 8  | 0   |
| Uruguai   | 4   | 5  | 2  | 0  | 3  | 11 | 9  | +2  |
| Chile     | 4   | 5  | 2  | 0  | 3  | 8  | 11 | −3  |
| Bolívia   | 0   | 5  | 0  | 0  | 5  | 4  | 23 | −19 |

12 de janeiro de 1946
| Argentina     | 2 - 0 (2-0) | Paraguai | Estadio Monumental, Buenos Aires Árbitro: Mário Vianna (Brasil) |
| De la Mata 6' |             |          | Estadio Monumental, Buenos Aires Árbitro: Mário Vianna (Brasil) |
| Martino 43'   |             |          |                                                                 |

16 de janeiro de 1946
| Brasil      | 3 - 0 (0-0) | Bolívia | Gasómetro de Boedo, Buenos Aires Árbitro: José Bartolomé Macías (Argentina) |
| Heleno 47'  |             |         | Gasómetro de Boedo, Buenos Aires Árbitro: José Bartolomé Macías (Argentina) |
| Zizinho 65' |             |         |                                                                             |
| Heleno 78'  |             |         |                                                                             |

| Uruguai    | 1 - 0 (1-0) | Chile | Gasómetro de Boedo, Buenos Aires Árbitro: Mário Vianna (Brasil) |
| Medina 34' |             |       | Gasómetro de Boedo, Buenos Aires Árbitro: Mário Vianna (Brasil) |

19 de Janeiro de 1946
| Chile         | 2 - 1 (0-1) | Paraguai  | Gasómetro de Boedo, Buenos Aires Árbitro: Nobel Valentini (Uruguai) |
| Araya 48'     |             | Rolón 14' | Gasómetro de Boedo, Buenos Aires Árbitro: Nobel Valentini (Uruguai) |
| Cremaschi 68' |             |           |                                                                     |

| Argentina   | 7 - 1 (2-0) | Bolivia    | Gasómetro de Boedo, Buenos Aires Árbitro: Higinio Madrid (Chile) |
| Labruna 34' |             | Peredo 67' | Gasómetro de Boedo, Buenos Aires Árbitro: Higinio Madrid (Chile) |
| Méndez 39'  |             |            |                                                                  |
| Méndez 60'  |             |            |                                                                  |
| Salvini 75' |             |            |                                                                  |
| Loustau 79' |             |            |                                                                  |
| Salvini 84' |             |            |                                                                  |
| Labruna 89' |             |            |                                                                  |

23 de janeiro de 1946
| Brasil     | 4 - 3 (4-2) | Uruguai     | Gasómetro de Boedo, Buenos Aires Árbitro: Cayetano de Nicola (Paraguai) |
| Jair 1'    |             | Medina 25'  | Gasómetro de Boedo, Buenos Aires Árbitro: Cayetano de Nicola (Paraguai) |
| Jair 16'   |             | Vázquez 37' |                                                                         |
| Heleno 39' |             | Medina 70'  |                                                                         |
| Chico 44'  |             |             |                                                                         |

26 de janeiro de 1946
| Paraguai            | 4 - 2 (2-2) | Bolivia          | Estadio Monumental, Buenos Aires Árbitro: José Bartolomé Macías (Argentina) |
| Genés 30'           |             | Coronel 20' (og) | Estadio Monumental, Buenos Aires Árbitro: José Bartolomé Macías (Argentina) |
| Benítez Cáceres 44' |             | González 42'     |                                                                             |
| Villalba 67'        |             |                  |                                                                             |
| Villalba 88'        |             |                  |                                                                             |

| Argentina     | 3 - 1 (1-0) | Chile         | Estadio Monumental, Buenos Aires Árbitro: Nobel Valentini (Uruguai) |
| Labruna 39'   |             | Alcántara 85' | Estadio Monumental, Buenos Aires Árbitro: Nobel Valentini (Uruguai) |
| Labruna 60'   |             |               |                                                                     |
| Pedernera 65' |             |               |                                                                     |

29 de janeiro de 1946
| Uruguai    | 5 - 0 (3-0) | Bolivia | Estadio Independiente, Avellaneda Árbitro: Higinio Madrid (Chile) |
| Medina 1'  |             |         | Estadio Independiente, Avellaneda Árbitro: Higinio Madrid (Chile) |
| Medina 25' |             |         |                                                                   |
| Medina 30' |             |         |                                                                   |
| García 75' |             |         |                                                                   |
| Medina 78' |             |         |                                                                   |

| Brasil      | 1 - 1 (0-1) | Paraguai     | Estadio Independiente, Avellaneda Árbitro: José Bartolomé Macías (Argentina) |
| Norival 63' |             | Villalba 31' | Estadio Independiente, Avellaneda Árbitro: José Bartolomé Macías (Argentina) |

2 de fevereiro de 1946
| Argentina    | 3 - 1 (1-0) | Uruguai      | Gasómetro de Boedo, Buenos Aires Árbitro:Mário Vianna (Brasil) |
| Pedernera 8' |             | Riephoff 59' | Gasómetro de Boedo, Buenos Aires Árbitro:Mário Vianna (Brasil) |
| Labruna 46'  |             |              |                                                                |
| Méndez 72'   |             |              |                                                                |

| Brasil      | 5 - 1 (2-0) | Chile           | Gasómetro de Boedo, Buenos Aires Ref: Nobel Valentini (Uruguai) |
| Zizinho 4'  |             | Salfate 84' (p) | Gasómetro de Boedo, Buenos Aires Ref: Nobel Valentini (Uruguai) |
| Zizinho 41' |             |                 |                                                                 |
| Zizinho 46' |             |                 |                                                                 |
| Zizinho 71' |             |                 |                                                                 |
| Chico 89'   |             |                 |                                                                 |

8 de fevereiro de 1946
| Chile         | 4 - 1 (2-0) | Bolivia    | Gasómetro de Boedo, Buenos Aires Árbitro: José Bartolomé Macías (Argentina) |
| Araya 9'      |             | Peredo 50' | Gasómetro de Boedo, Buenos Aires Árbitro: José Bartolomé Macías (Argentina) |
| Araya 39'     |             |            |                                                                             |
| Cremaschi 49' |             |            |                                                                             |
| Cremaschi 78' |             |            |                                                                             |

| Paraguai      | 2 - 1 (1-0) | Uruguai        | Gasómetro de Boedo, Buenos Aires Árbitro: Mário Vianna (Brasil) |
| Villalba 37'  |             | Schiaffino 57' | Gasómetro de Boedo, Buenos Aires Árbitro: Mário Vianna (Brasil) |
| Rodríguez 75' |             |                |                                                                 |

10 de fevereiro de 1946
| Argentina  | 2 - 0 (1-0) | Brasil | Estadio Monumental, Buenos Aires Ref: Nobel Valentini (Uruguai) |
| Méndez 14' |             |        | Estadio Monumental, Buenos Aires Ref: Nobel Valentini (Uruguai) |
| Méndez 20' |             |        |                                                                 |

Colômbia, Equador and Peru desistiram do torneio.
| Campeonato Sul-Americano de Futebol de 1947 |
| ------------------------------------------- |
| Argentina Campeão (8º título)               |

### Goleadores
| Jogador           | Seleção | Gols |
| ----------------- | ------- | ---- |
| José María Medina | URU     | 7    |
| Ángel Labruna     | ARG     | 5    |
| Norberto Méndez   | ARG     | 5    |
| Zizinho           | BRA     | 5    |
| Juan Villalba     | PAR     | 4    |

### Melhor jogador do torneio
- Adolfo Pedernera.

## Campanha do Brasil
O Brasil estreou contra a Bolívia. 3 a 0. Tesourinha cruzou para Heleno. 1 a 0. Ademir para Zizinho. 2 a 0. Zizinho para Heleno. 3 a 0.  No segundo jogo, vitória de 4 a 3 sobre os uruguaios. Jair em cobrança de falta. 1 a 0. Jair, novamente cobrando falta, 2 a 0. Medina de chute de longa distância. 2 a 1. Vásquez em jogada individual. 2 a 2. Tesourinha para Heleno. 3 a 2. Jair chutou, Maspoli espalmou e Chico pegou o rebote. 4 a 2. Medina descontou. 4 a 3.
O terceiro jogo, o Brasil apenas empatou com o Paraguai. Marin passou e Villalaba abriu o escore. Falta de Casco em Tesourinha, Norival bateu e empatou o jogo. 
 No quarto jogo, o Brasil aplicou 5 a 1 no Chile. Heleno para Zizinho. 1 a 0. Cruzamento para Zizinho ampliar de cabeça. Chico para Zizinho. 3 a 0. Heleno lançou, Zizinho driblou o goleiro chileno, e guardou. 4 a 0. Norival fez penalti ao tentar interceptar com a mão passe de Medina a Vera. Salfate diminuiu. Tesourinha rolou para Chico fechar o placar. 5 a 1. 
Na última partida, o Brasil foi derrotado pela Argentina por 2 a 0. Dois gols de Mendez. Labruna deu o passe para o primeiro. Norival e Borracha se atrapalharam, Mendez roubou a bola e fez o segundo. O jogo ficou paralisado por 71 minutos, após briga generalizada em que a polícia interveio e teria agredido os jogadores brasileiros. Heleno não queria voltar ao campo. De La Mata e Chico foram expulsos. O juiz encerrou o jogo aos 87 minutos. 